# Темп (футбольный клуб, Сергиев Посад)
«Темп» — советский и российский футбольный клуб из Сергиева Посада. Основан не позднее 1968 года.
В 1968 и 1969 годах принимал участие в первенстве СССР среди команд мастеров.

## Названия
- 1968—1991 — «Темп» (Загорск);
- 1991—2003 — «Темп».

## Достижения
- В первенстве СССР — 11-е место в зональном турнире РСФСР класса «Б»: 1968.